# Дубинин, Анисим Антонович
Анисим Антонович Дубинин (1888—1938) — советский партийный и государственный деятель, начальник ряда железных дорог СССР.

## Биография
Родился в Харьковской губернии в семье донбасского шахтера.
Окончил двуклассную школу в селе Черкасское (1900) и три курса вечернего Харьковского механического техникума г. Харькова (1901—1902),
С 1900 по 1904 гг. токарь по металлу Харьковского паровозостроительного завода.
В 1902 г. вступил в партию эсеров-максималистов, участвовал в революционном движении в Донбассе, в Харьковском восстания 1905 г.
С 1904 г. работал на заводе при станции Дружковка токарем.
С 1905 г. — помощник машиниста паровоза на Екатерининской железной дороге.
С 1910 г. работал на заводах Донбасса слесарем и токарем.
С 1912 г. — машинист паровоза Южной, Екатерининской и Владикавказской железных дорог.
В 1914 г. призван в железнодорожный батальон на Юго-Западный фронт.
С 1914 по 1929 и с 1934—1936 гг. член ВКП(б).
В октябре 1917 г. организовал Гречанский отряд Красной Гвардии.
Председатель совета рабочих депутатов Подольска, Проскурова, член военно-революционного комитета 7-й армии Юго-Западного фронта.
Член уездного Проскуровского комитета РКП(б) 1917—1918 гг.
В 1918 г. — комиссар Красной Гвардии, красный партизан, председатель военно-революционного комитета Подольской железной дороги.
Член губернского комитета ВКП(б) Волынской губернии и совета обороны Волыни.
В 1919 г. — председатель исполнительного комитета губернского совета Волынской губернии.
Во время Гражданской войны — начальник боевого участка 12-й армии, 8-й армии Юго-Западного и Юго-Восточного фронтов, командир железнодорожных отрядов 9-й армии.
Член военно-революционного комитета (ЛНР) Юго-Восточной дороги . Отряд под его участием разоружил следовавшие через станцию Воронеж части войск Каледина.
Первый комиссар Юго-Восточной железной дороги.
С 1921 г. начальник Крымских железных дорог, член районного комитета ВКП(б) г. Симферополя.
С 1923 г. — уполномоченный наркома путей сообщения и начальник Средне-Азиатской железной дороги, Член Туркменского областного комитета ВКП(б).
С 1925 г. — уполномоченный наркома путей сообщения и начальник Омской железной дороги, член Омского окружного комитета ВКП(б), президиума Омского окружного исполкома совета рабочих, крестьянских и красноармейских депутатов.
В 1928 г. окончил высшие командные курсы народного комиссариата путей сообщения, Московский институт инженеров транспорта.
С 1928 г. на высших командных курсах наркомата путей сообщения.
С 1929 г. начальник службы движения Туркестано-Сибирской железной дороги.
С 1931 г. технический инструктор и начальник службы тяги Рязано-Уральской ж.д..
С 1933 г. — начальник службы тяги Кировской железной дороги.
В 1937 г. — начальник Юго-Западной железной дороги
В 1937 г. арестован, приговорен Военной коллегией Верховного Суда СССР 8 января 1938 г. к расстрелу и расстрелян 8 января 1938 г.
Захоронен на полигоне «Коммунарка» в Москве.
Реабилитирован 29 сентября 1956 г. Военной коллегией Верховного Суда СССР

## Награды
- Орден Трудового Красного Знамени Узбекской ССР.